# ロンド・ファン・フラーンデレン2018
ロンド・ファン・フラーンデレン2018（蘭：De Ronde Van Vlaanderen 2018、英：2018 Tour of Flanders、伊：Giro delle Fiandre 2018）は、ロンド・ファン・フラーンデレンの102回目の大会。2018年4月1日に行われた。

## 参加チーム

### UCIプロフェッショナルコンチネンタルチーム
- コフィディス
- ヴェランダスウィレムス・クレラン
- WBアクアプロテクト・ヴェランクラシック
- ルームポット・ネザーランドロテリー
- ヴィタル・コンセプト
- スポートフラーンデレン・バロワーズ
- ワンティ・グループゴベール

## 最終成績
アントウェルペン – アウデナールデ、264.7km
| 順位 | 選手名                           | チーム                           | 時間          |
| ---- | -------------------------------- | -------------------------------- | ------------- |
| 1    | ニキ・テルプストラ               | クイックステップ・フロアーズ     | 6時間21分25秒 |
| 2    | マッズ・ペデルセン               | トレック・セガフレード           | +12秒         |
| 3    | フィリップ・ジルベール           | クイックステップ・フロアーズ     | +17秒         |
| 4    | ミカエル・ヴァルグレン           | アスタナ・プロチーム             | +20秒         |
| 5    | フレフ・ヴァン・アーヴェルマート | BMCレーシング・チーム            | +25秒         |
| 6    | ペーター・サガン                 | ボーラ＝ハンスグローエ           | +25秒         |
| 7    | ジャスパー・ストゥイヴェン       | トレック・セガフレード           | +25秒         |
| 8    | ティシュ・ベノート               | ロット・ソウダル                 | +25秒         |
| 9    | ワウト・ファンアールト           | ヴェランダスウィレムス・クレラン | +25秒         |
| 10   | ゼネク・スティバル               | クイックステップ・フロアーズ     | +25秒         |